# Записки у изголовья (фильм)
«Запи́ски у изголо́вья» (англ. The Pillow Book) — кинофильм британского режиссёра Питера Гринуэя. Другие переводы названия фильма — «Чтение на сон грядущий», «Книга-подушка», «Книга подушки», «Роман на ночь», «Постельное чтение», «Китайская каллиграфия» и наиболее распространённый «Интимный дневник». Однако единственно возможный перевод — «Записки у изголовья», поскольку именно в таком переводе нам знакомо произведение японской писательницы конца X — начала XI века Сэй-Сёнагон «Макура-но соси». Оригинальное название фильма — это английский перевод заголовка книги Сэй-Сёнагон.
Фильм рассказывает о двадцати восьми годах из жизни очарованной древнейшим искусством каллиграфии современной японской девушки Нагико, уехавшей от жестокого мужа в Гонконг, где она пережила с англичанином-переводчиком историю любви. Действие фильма перемежается вставками с зарисовками из придворной и личной жизни Сей-Сёнагон, основанных на фрагментах «Записок у изголовья».
«Записки у изголовья» — это фильм, содержащий размышления о каллиграфии и иероглифе — идеальном языке, в котором изображение и текст едины. Гринуэй создал своё произведение, объединив две тысячи лет каллиграфических знаков, сто лет киноязыка и десять лет компьютерных визуальных новаций.
По словам Гринуэя, Япония в фильме — «лишь плод воображения европейцев — вроде Америки у Кафки: Кафка писал о стране, где никогда не был».
Фильм уникален своей эстетикой: чёрно-белое изображение чередуется с цветным, основной видеоряд дополняют вставки с параллельным действием или изображением, усиливающие смысл сцен. Фильм также уникален работой художников и костюмеров. Над каллиграфией работали Броди Нойншвандер и Юкки Яура.

## Сюжет
Отец-писатель девочки Нагико каждый год наносит на её лицо каллиграфическое поздравление с днём рождения. Вечером, когда тётя читает ей отрывки из «Записок у изголовья», Нагико видит, как отец оказывает сексуальные услуги своему издателю, а потом передаёт издателю рукопись и принимает от него деньги.
Ситуация повторяется в другие дни рождения Нагико. Когда Нагико взрослеет, издатель предлагает выдать Нагико за молодого специалиста по лукам, который начинал как подмастерье на книжной фабрике издателя.
В день рождения Нагико, унаследовавшей от отца страсть к каллиграфии, её грубый муж отказывается сделать поздравительную надпись на её лице. Нагико находит утешение в чтении и ведёт дневник, в котором муж находит неприятные записи о себе и записи на незнакомых ему языках. Они ссорятся, муж демонстративно сжигает книги Нагико. Она покидает дом и переезжает в Гонконг.
В Гонконге Нагико сперва работает помощницей повара, а также пытается освоить машинопись. Вместе с тем, она испытывает желание письма на собственном теле. Нагико становится секретарём в доме высокой моды, где на ней периодически примеряют новые платья. В Нагико замечают модельную внешность и теперь она работает на подиуме. Благодаря новым знакомствам, ей удаётся заводить любовников среди талантливых каллиграфов, которые расписывают ей тело.
1997 год. Нагико известна, за ней охотятся журналисты. Она заводит дружбу с одним из них — очарованным ею назойливым фотографом Хоки. Однажды в клубе она встречает англичанина Джерома, переводчика со знанием нескольких языков и жалким почерком. После этой встречи у Нагико пробуждается желание писать самой. Она расписывает тело одного из своих любовников, а когда он засыпает, пускает в дом Хоки, чтобы тот сделал снимки написанного ею текста. Хоки предлагает опубликовать текст в виде книги. Нагико переписывает текст с фотографий на бумагу, а Хоки относит его в знакомое издательство. Когда Нагико получает письмо с отказом в публикации, она идёт в издательство сама и узнаёт издателя отца. Его новый любовник — Джером. Желая оказать влияние на издателя, Нагико решает соблазнить Джерома и влюбляется в него.
Джером соглашается на предложение Нагико написать на его теле книгу и показать издателю. Так создаётся первая из тринадцати книг. Издатель доволен, его помощники переписывают текст для выпуска. В последующие дни издатель не отпускает Джерома от себя. Ревнующая Нагико пробирается ночью в дом издателя и видит, как он занимается сексом с Джеромом. Нагико находит в клубе мужчин-добровольцев и посылает издателю одну за другой «Книгу невинности», «Книгу идиота», «Книгу бессилия» и «Книгу эксгибициониста». Джером замечает, что издатель больше не интересуется им, и в раскаянии идёт к Нагико. Она не отвечает на стук в дверь и крики Джерома, закрывает окна и плачет.
Хоки предлагает Джерому изобразить самоубийство в духе «Ромео и Джульетты», и даёт ему таблетки, наглотавшись которых, Джером должен изобразить попытку самоубийства. Пьяный Джером приходит в дом Нагико, когда её нет дома, глотает таблетки, по ошибке выпивает стакан чернил и ложится на постель. Придя домой и застав Джерома, Нагико думает, что он спит, и начинает писать на нём «Книгу любовника». Но изо рта Джерома выливаются чернила, и Нагико понимает, что он мёртв. Джерома хоронят. Нагико сжигает свои рукописи.
Издатель, узнав о смерти Джерома, проводит тайную эксгумацию тела, с которого снимают покрытую «Книгой любовника» кожу и сшивают в книгу-раскладушку. Нагико пишет и поочерёдно посылает издателю «Книгу соблазнителя», «Книгу юности», «Книгу тайн», «Книгу молчания», «Книгу предавшего» и «Книгу фальстартов», каждая из которых содержит нечто, вызывающее беспокойство издателя. Последнюю, тринадцатую, саморазоблачающую «Книгу мертвеца», Нагико пишет на теле профессионального убийцы. Прочитав книгу, издатель заворачивается в листы «Книги любовника» и с готовностью становится перед убийцей, который перерезает ему горло бритвой.
Нагико, вернувшаяся в Японию, кладёт «Книгу любовника» на дно горшка, в котором сажает дерево бонсай. В день своего 28-летия и в год 1000-летия «Записок у изголовья» Нагико берёт на руки своего ребёнка от Джерома и наносит ему на лицо каллиграфическую надпись, которую ей делал отец.

## В ролях
- Нагико Киёхара-но Мотосукэ Сэй-Сёнагон / Nagiko Kiyohara no Motosuke Sei Shonagon — Вивьен Ву / Vivian Wu
- Издатель / The Publisher — Ёси Оида / Yoshi Oida
- Отец / The Father — Кэн Огата / Ken Ogata
- Тётя и горничная / The Aunt & The Maid — Хидэко Ёсида / Hideko Yoshida
- Джером / Jerome — Юэн Макгрегор / Ewan McGregor
- Мать / The Mother — Джуди Онгг / Judy Ongg
- Муж / The Husband — Кэн Мицуиси / Ken Mitsuishi
- Хоки / Hoki — Ютака Хонда / Yutaka Honda
- Мать Джерома / Jerome’s Mother — Барбара Лотт / Barbara Lott
- Сестра Джерома / Jerome’s Sister — Линн Лэнгдон / Lynne Langdon

## Съёмочная группа
- Автор сценария и режиссёр — Питер Гринуэй
- Продюсер — Кес Касандер
- Оператор — Саша Верни
- Художники — Андре Патмен, Вилберт ван Дорп, Эми Вада
- Монтаж — Питер Гринуэй и Крис Уайетт

## Награды
- 1997 Премия Международного кинофестиваля в Сиэтле
  - Лучшая режиссура — Питер Гринуэй
- 1997 Премия Общества кинокритиков Лондона
  - Актер года — Юэн Макгрегор
- 1996 Премия Каталонского международного кинофестиваля
  - Лучший фильм — Питер Гринуэй
  - Лучшая операторская работа — Саша Верни